# Сиссе, де Курто Эрнест
Эрнест-Луи-Октав Курто де Сиссе (фр. Ernest Louis Octave Courtot de Cissey; 12 сентября 1810, Париж — 15 июня 1882, там же) — французский военный и государственный деятель, сенатор (17 декабря 1875), дивизионный генерал (13 августа 1863), возглавлял кабинет министров Франции с 22 мая 1874 по 10 марта 1875 года.

## Биография
Родился в столице Франции в бургундской семье. Получил блестящее военное образование в Национальном военном училище в Ла-Флеш, а затем в военной академии Сен-Сир. Начал службу в звании лейтенанта в 1832 году. В 1839 году получает звание капитана.
Служил в Алжире, в 1850 году получает воинское звание подполковника. Принимал участие в Крымской войне 1853—1856: 25 февраля 1854 года назначен начальником штаба 2-й пехотной дивизии Восточной армии генерала П. Боске. Участник Альминского сражения. С 17 марта 1855 года бригадный генерал, с 23 марта 1855 года начальник штаба 2-го армейского корпуса Восточной армии.
С 1856 года вновь служил в Алжире: с 28 июня 1856 года состоял в распоряжении Генерал-губернатора Алжира. С 27 февраля 1857 года начальник штаба командования Юго-Восточного округа Алжирского генерал-губернаторства.
С 12 декабря 1860 года член Комитета Генерального штаба, одновременно занимал должности: с 11 мая по 31 декабря 1861 года генерал-инспектор жандармерии IV округа, с 8 апреля по 31 декабря 1862 года — генерал-инспектор жандармерии V округа, с 18 апреля по 31 декабря 1863 года вновь генерал-инспектор жандармерии IV округа.
16 апреля 1864 назначен генерал-инспектором пехоты IV округа, 10 сентября 1864 покинул пост члена Комитета Генерального штаба с назначением командующим войсками 16-го военного округа (Ренн) (одновременно до 31 декабря 1864 состоял генерал-инспектором пехоты IV округа).
Одновременно, с 2 мая по 31 декабря 1866 года — генерал-инспектор пехоты XX округа, с 25 мая 1867 по 31 декабря 1867 года — генерал-инспектор пехоты XXII, а с 8 апреля 1868 по 31 декабря 1868 года — генерал-инспектор пехоты VI округа.
С 18 мая 1869 года — командир 1-й пехотной дивизии второго Шалонского лагеря (deuxième camp de Châlons). Одновременно, с 26 мая 1869 года генерал-инспектор пехоты XXIII округа. 
В 1870—1871 годах де Сиссе принимает участие в франко-прусской войне: с 16 июля 1870 командир 1-й пехотной дивизии IV корпуса Рейнской армии. С 29 октября 1870 находился в плену. После войны принимает непосредственное участие в репрессиях против «внутренних врагов» — коммунаров, с 6 апреля 1871 года командует 2-м корпусом Версальской армии.
5 июня 1871 года Курто де Сиссе получил портфель Военного министра Франции, 2 июля 1871 года избран депутатом Национального Собрания от департамента Иль и Вилен, 24 мая 1873 года покинул пост министра, и 28 сентября получил в командование 9-й армейский корпус, 14 октября 1873 года одновременно занял должность командующего войсками 18-го военного округа. С 22 мая 1874 года вновь Военный министр и и.о. (вице-председатель) председателя Совета министров Франции.
9 марта 1875 года покинул должность и.о. (вице-председатель) председателя Совета министров Франции, а 15 августа 1876 года и должность Военного министра.
12 декабря 1875 года закончились его полномочия как депутата Национального Собрания. В этот день стал пожизненным сенатором.
С 31 марта 1878 года командир 11-го армейского корпуса.
В 1880 году был замешан в скандале, сыгравшем политическую роль. Курто де Сиссе был обвинён в передаче секретных документов немецкому шпиону, которым являлась жена его подчинённого Юнга. Жена Юнга, урождённая Каулла, была в любовной связи с военным министром Курто де Сиссе и будто бы пользовалась этой связью для получения сведений и продажи их Германии. Обвинение доказано не было, но генерал лишился своего поста.
Эрнест-Луи-Октав Курто де Сиссе скончался 15 июня 1882 года в Париже.